# Marco Aurelio Severino
Marco Aurelio Severino (Tarsia, Calabria, 2 de noviembre de 1580-Nápoles, 16 de julio de 1656). Médico italiano.

## Biografía
Tras sus estudios en Nápoles, Severino pasa a ser médico en Salerno, antes de volver a establecerse en Nápoles. Enseña anatomía y medicina y dirige el hospital de los incurables. Severino es célebre por su Zootomia Democritea, una de las primeras obras de anatomía comparada. El término "zootomia" significa "tallado de los animales", mientras que con el adjetivo "Democritea", Severino se declara partidario de la filosofía atomista de Demócrito frente al aristotelismo escolástico. No obstante, no se trata de una obra de anatomía comparada en el sentido moderno de la disciplina; al igual que otros sabios de su época, Severino no busca los medios que le permitan comparar diferentes organismos, sino la posibilidad de demostrar la unidad del esquema de organización de todos los organismos nacidos en la Creación. Esto le lleva a yuxtaponer observaciones muy acertadas con comentarios extremadamente generales y a veces completamente erróneos. Así, por ejemplo, en Antiperipatias, hoc est, adversus Aristotelicos de respiratione piscium diatriba (1659-1665) demuestra que los peces respiran al igual que otros animales y que tienen la sangre caliente. 
Murió asistiendo a los apestados en la gran epidemia de 1656 y sus cenizas se conservan en la Iglesia de San Biagio Maggiore, en Nápoles.